# Astrodon
Astrodon là một chi khủng long, được Johnston mô tả khoa học năm 1859.